# Tzaneen
Tzaneen este un oraș din provincia Limpopo, Africa de Sud.